# Presbyornis
Presbyornis je vyhynulý rod vrubozobých ptáků, který žil v paleocénu a eocénu před 62–55 miliony let.
Poprvé byly jeho pozůstatky nalezeny v povodí Green River ve Wyomingu. V roce 1926 popsal Alexander Wetmore typový druh Presbyornis pervetus. Další nálezy pocházejí nejen ze Severní Ameriky, ale také z Belgie a Mongolska.
Nápadným znakem tohoto rodu byl zploštělý zobák, který sloužil k získávání potravy cezením vody, jako to činí kachnovec vlnkovaný. Největší známý druh Presbyornis isoni dosahoval zhruba velikosti labutě. Podle nálezů většího množství pozůstatků na jednom místě se soudí, že tito ptáci žili v koloniích.
Původně byl Presbyornis pro dlouhý krk a nohy pokládán za předchůdce plameňáků, později byl identifikován jako jeden z nejstarších zástupců vrubozobých, jehož nejbližšími příbuznými jsou kamišovití.

## Druhy
- P. pervetus Wetmore, 1926 (typový druh)
- P. recurvirostris (Hardy, 1959; sporný)
- P. isoni Olson, 1994